# Moustapha Hamdane

Moustapha Hamdane a été le chef de la Garde présidentielle libanaise depuis 1998, date de l'arrivée au pouvoir d'Émile Lahoud, dont il est l'un des plus proches collaborateurs.
Proche des Mourabitoun lors des premières années de la guerre civile, Hamdane a construit une relation de grande confiance avec Émile Lahoud, depuis leur présence tous deux dans l'Armée.
Hamdane fut l'une des personnalités les plus influentes lors de la période d'hégémonie syrienne sur le Liban. Il est soupçonné d'implication dans de nombreuses malversations financières et dans des actes de répression contre l'opposition.
Le 28 août 2005, aux côtés du général Jamil Sayyed et de deux autres chefs des services de renseignement et de sécurité libanais, il est arrêté dans le cadre de l'enquête sur l'assassinat de l'ancien Premier ministre Rafiq Hariri, à Beyrouth, le 14 février 2005.
Hamdane aurait été confondu par les appels téléphoniques qu'il avait effectué et par des ordres liés à la dénaturation du lieu du crime.